# Liste des épisodes de Nick Cutter et les Portes du temps
Cet article présente la liste des épisodes de la série télévisée britannique Nick Cutter et les Portes du temps (saison 1 à 3) ou Les Portes du temps (saison 4 et 5) (Primeval).

## Première saison (2007)
1. Anomalie (Episode 1)
2. Au bout du tunnel (Episode 2)
3. La Clé du temps (Episode 3)
4. Épidémie (Episode 4)
5. O.V.N.I. (Episode 5)
6. L'Ultime traversée (Episode 6)

## Deuxième saison (2008)
1. Les Raptors (Episode 1)
2. Invasion (Episode 2)
3. Terreur au parc d'attraction (Episode 3)
4. Disparitions (Episode 4)
5. Au milieu du désert (Episode 5)
6. Le Complot (Episode 6)
7. Révélations (Episode 7)

## Troisième saison (2009)
1. La Cage du Soleil (Episode 1)
2. Prédiction (Episode 2)
3. Au revoir Nick (Episode 3)
4. L'Attaque du 737 (Episode 4)
5. Un champignon venu du futur (Episode 5)
6. Le Prédateur (Episode 6)
7. Le Dracorex (Episode 7)
8. Esprit de famille (Episode 8)
9. La Revanche d'Helen Cutter (Episode 9)
10. Retour aux sources (Episode 10)

## Quatrième saison (2011)
La quatrième saison composée de sept épisodes a été diffusée du 1er janvier 2011 au 5 février 2011 sur ITV1, au Royaume-Uni.
1. Retour vers le futur (Episode 1)
2. Vieilles Retrouvailles (Episode 2)
3. Venue du 19e siècle (Episode 3)
4. Panique au collège (Episode 4)
5. Une découverte capitale (Episode 5)
6. Un mariage agité (Episode 6)
7. Multiplication (Episode 7)

Mini-épisodes
Le 23 décembre 2010, la chaîne ITV a mis en ligne gratuitement 5 mini-épisodes de 2 à 4 minutes chacun afin de faire la promotion de la quatrième saison.
1. Titre français inconnu (Episode 1)
2. Titre français inconnu (Episode 2)
3. Titre français inconnu (Episode 3)
4. Titre français inconnu (Episode 4)
5. Titre français inconnu (Episode 5)

## Cinquième saison (2011)
La cinquième saison composée de six épisodes a été diffusée du 24 mai 2011 au 28 juin 2011 sur UKTV, au Royaume-Uni.
1. Chevalier de l’anomalie (Episode 1)
2. Anomalie sous-marine (Episode 2)
3. Un raptor au 19e siècle (Episode 3)
4. L’Invasion des coléoptères (Episode 4)
5. La Fin du monde (Episode 5)
6. Sauver le monde (Episode 6)